# Numéros de routage
Pour les articles homonymes, voir RTN et IBAN.
Les numéros de routage ou  routing transit number (RTN) aux États-Unis, correspondent à un code bancaire à neuf chiffres utilisé aux États-Unis, pour les transferts fiduciaires internationaux et interétatique.
Les numéros de Routage trouvent leur équivalent avec le numéro de transit au Canada le CLABE au Mexique et le Code IBAN en Europe et dans d'autres pays (ce dernier devenant de plus en plus important ces dernières années.)
Le code apparaît au bas des instruments négociables tels que les chèques pour identifier l'institution financière sur laquelle il a été tiré.
Ce code a été conçu pour faciliter le tri, le regroupement et l'expédition des chèques papier jusqu'au compte de l'émetteur (celui qui a signé le chèque).

## Référence
1. ↑  http://www.privatefinance-i.com/numeros-de-routage-de-compte-bancaire-sur-les-controles.html
2. ↑  « abm.org.mx/faqs/clabe.htm »(Archive.org • Wikiwix • Archive.is • Google • Que faire ?).
3. ↑  « boursorama.com/actualites/rib-… »(Archive.org • Wikiwix • Archive.is • Google • Que faire ?).
4. ↑  « Virement international - Entreprises », sur Desjardins.com (consulté le 11 mai 2023).